# Tasmannia
Genre
Classification phylogénétique
Tasmannia est un genre de plantes à fleurs de la famille des Winteraceae. C'est un buisson à feuillage vivace originaire d'Australie, de Nouvelle-Guinée, de Sulawesi, de Bornéo et des Philippines.
Les Winteraceae sont des dicotylédones primitives (paléodicotylédones) et sont considérées comme faisant partie des plus anciennes plantes à fleurs à cause de leur anatomie florale et de la structure de leurs bois.
Les plantes de cette famille ont généralement une écorce et des feuilles aromatiques et quelques-unes sont utilisées pour leurs huiles essentielles. Les fruits et les feuilles séchées au goût et odeur de poivre voient leur utilisation augmenter comme condiment en Australie. Le goût piquant perçu lors de la consommation de poivre de Tasmanie est dû à une molécule appelée polygodial.

## Quelques espèces
- Tasmannia glaucifolia
- Tasmannia insipida DC.
- Tasmannia lanceolata (Poir.) A.C.Sm.
- Tasmannia membranea
- Tasmannia piperita (Hook.f.) Miers
- Tasmannia purpurascens
- Tasmannia stipitata
- Tasmannia xerophila